# Samira Makhmalbaf
Pour les articles homonymes, voir Makhmalbaf.
Samira Makhmalbaf (en persan : سمیرا مخملباف) est une réalisatrice iranienne, née le 15 février 1980 à Téhéran.
Fille du cinéaste Mohsen Makhmalbaf, elle appartient à la Nouvelle Vague du cinéma iranien.

## Carrière
Samira Makhmalbaf quitte l'école secondaire à l'âge de quatorze ans pour étudier dans une école privée de cinéma Mohhbalbaf où elle réalise deux courts-métrages en vidéo et à l'âge de dix-sept ans, son premier film, La Pomme. Elle étudie la psychologie et le droit à Londres, l'année de ses vingt ans.
Elle fut membre du jury au 22e Festival de Moscou en 2000, au 54e Festival de Berlin en 2004 et au 57e Festival de Saint-Sébastien en 2009. 
Elle a remporté de nombreux prix internationaux parmi lesquels le Prix du jury au Festival de Cannes pour Le Tableau noir en 2000 et À cinq heures de l'après-midi en 2003, ou encore le Prix spécial du jury au Festival de Saint-Sébastien 2008 pour L'Enfant-cheval.

## Filmographie
- 1998 : La Pomme (Sib)
- 2000 : Le Tableau noir (Takhté siah)
- 2002 : 11'09"01 (film collectif), segment Dieu, construction et destruction
- 2003 : À cinq heures de l'après-midi (Panj-e asr)
- 2008 : L'Enfant-cheval (Asbe du-pa)

## Distinctions
- Sutherland Trophy 1998 pour La Pomme
- Festival de Cannes 2000 : Prix du jury pour Le Tableau noir
- Festival de Cannes 2003 : Prix du jury pour À cinq heures de l'après-midi
- Festival de Saint-Sébastien 2008 : Prix spécial du jury pour L'Enfant-cheval